# Gilded Youth
Gilded Youth è un cortometraggio muto del 1915 scritto, prodotto, diretto e interpretato da Rupert Julian. Tra gli altri interpreti, Bertram Grassby, O.E. Wilson, Carmen Phillips, Hallam Cooley, Rena Rogers, Elsie Jane Wilson.

## Produzione
Il film, prodotto dalla Universal Film Manufacturing Company (come Laemmle), venne girato negli Universal Studios, al 100 di Universal City Plaza, a Universal City.

## Distribuzione
Distribuito dalla Universal Film Manufacturing Company, il film - un cortometraggio in tre bobine - uscì nelle sale cinematografiche statunitensi il 2 dicembre 1915.